# اولین (فیلم ۲۰۰۲)
اولین (به انگلیسی: Evelyn) فیلمی تلویزیونی محصول سال ۲۰۰۲ و به کارگردانی بروس برسفورد است. در این فیلم بازیگرانی همچون سوفی واواسور، پیرس برازنان، استیون ری، آلن بیتس، جولیانا مارگولیس، آیدان کوئین، باسکو هوگن و جان لینچ ایفای نقش کرده‌اند.